# Ludwig Hilberseimer
Ludwig Karl Hilberseimer (ur. 14 września 1885 w Karlsruhe, zm. 5 maja 1967 w Chicago) – niemiecki urbanista i architekt modernistyczny, publicysta, działający także w USA.

## Życiorys
W latach 1906–1911 studiował architekturę w Wyższej Szkole Technicznej w Karlsruhe pod kierownictwem Friedricha Ostendorfa. W latach 1910–1928 pracował w Berlinie jako architekt. Od 1916 do 1918 pracował w biurze projektowania szkoły lotnictwa. 
Od 1919 zajmował się również publicystyką i krytyką – od 1920 pracował jako recenzent m.in. dla pisma "Sozialistische Monatshefte". Związał się ze środowiskami awangardy, m.in. od 1919 był członkiem Novembergruppe. Od 1925 członek niemieckiego Werkbundu, a od 1926 berlińskiego stowarzyszenia nowoczesnych architektów "Der Ring".
W latach 1929–1932 uczył w Bauhausie najpierw budownictwa a później projektowania osiedli i miast. Po zamknięciu uczelni nauczał w Berlinie na prywatnej uczelni Miesa van der Rohe, a w 1938 wyjechał do Chicago, gdzie uczył planowania przestrzennego w Illinois Institute of Technology. W 1955 został tam dyrektorem Katedry Planowania Urbanistycznego i Regionalnego.

## Wybrane publikacje
- Großstadtbauten. Hannover: Aposs-Verlag, 1925. (niem.). Brak numerów stron w książce
- Großstadtarchitektur. Stuttgart: Julius Hoffman Verlag, 1927. (niem.). Brak numerów stron w książce
- Beton als Gestalter. Stuttgart: Julius Hoffmann Verlag, 1928. (niem.). Brak numerów stron w książce (z Juliusem Vischerem)
- Internationale neue Baukunst. Stuttgart: Julius Hoffmann Verlag, 1928. (niem.). Brak numerów stron w książce
- Hallenbauten. Leipzig: J. M. Gerhardt, 1931. (niem.). Brak numerów stron w książce
- The New City. Principles of Planning. Chicago: Paul Theobald, 1944. (ang.). Brak numerów stron w książce
- The New Regional Pattern. Industries and Gardens. Workshops and Farms. Chicago: Paul Theobald, 1949. (ang.). Brak numerów stron w książce
- The Nature of Cities. Origin, Growth, and Decline. Pattern and Form. Planning Problems. Chicago: Paul Theobald, 1955. (ang.). Brak numerów stron w książce
- Mies van der Rohe. Chicago: Paul Theobald, 1956. (ang.). Brak numerów stron w książce
- Entfaltung einer Planungsidee; Bauwelt Fundamente 6. Berlin, Frankfurt, Wien: 1963. (niem.). Brak numerów stron w książce
- Contemporary Architecture, It´s Roots and Trends. Chicago: Paul Theobald, 1964. (ang.). Brak numerów stron w książce
- Berliner Architektur der 20er Jahre. Mainz: Florian Kupferberg Verlag, 1967. (niem.). Brak numerów stron w książce

## Wybrane dzieła architektoniczne
- 1926–1927 – dom jednorodzinny w Stuttgarcie przy Rathenaustrasse 5 na osiedlu Weißenhofsiedlung (zniszczony)[3]
- 1929–1930 – osiedle Süßer Grund w Berlinie
- 1932 – dom Blumenthala przy Wilskistrasse 66 w Berlinie[4]
- 1955–1963 – Park Lafayette przy Lafayette Plaisance Street w Detroit (razem z Miesem van der Rohe)[5]